# Odontomachus animosus
Odontomachus animosus är en myrart som beskrevs av Smith 1860. Odontomachus animosus ingår i släktet Odontomachus och familjen myror. Inga underarter finns listade i Catalogue of Life.